# Les Mystères de l'amour
Les Mystères de l'amour è una serie televisiva francese creata da Jean-François Porry in onda su TMC Monte Carlo dal 12 febbraio 2011. È il terzo sequel della serie televisiva Hélène e i suoi amici (Hélène et les Garçons), di cui riprende alcuni personaggi.

## Trama
Gli anni sono passati dall'epoca del caffè e del garage. Nicolas è diventato fotografo, vive in una casa galleggiante e ha una relazione con Ingrid, proprietaria di un locale a luci rosse. Bénédicte e José hanno preso in gestione un ristorante sulla Senna. Dopo la partenza di Johanna per il Texas, Christian ha raggiunto i suoi amici di sempre ma non ha abbandonato il sogno di diventare una star della musica, sostenuto dalla sua giovane fidanzata Angèle. Jeanne fa il suo ritorno a Parigi, nonostante tutti la credano morta in un terribile incidente aereo. Esperienze professionali, incontri, separazioni, intrighi polizieschi...la vita di questo inseparabile gruppo di amici si appresta a vivere nuove ricche avventure.

## Episodi
| Stagione                   | Episodi | Prima TV originale |
| -------------------------- | ------- | ------------------ |
| Prima stagione             | 26      | 2011               |
| Seconda stagione           | 26      | 2011-2012          |
| Terza stagione             | 26      | 2012-2013          |
| Quarta stagione            | 26      | 2013               |
| Quinta stagione            | 26      | 2013-2014          |
| Sesta stagione             | 26      | 2014               |
| Settima stagione           | 27      | 2014               |
| Ottava stagione            | 28      | 2014-2015          |
| Nona stagione              | 28      | 2015               |
| Decima stagione            | 26      | 2015               |
| Undicesima stagione        | 26      | 2015-2016          |
| Dodicesima stagione        | 26      | 2016               |
| Tredicesima stagione       | 26      | 2016               |
| Quattordicesima stagione   | 26      | 2016-2017          |
| Quindicesima stagione      | 26      | 2017               |
| Sedicesima stagione        | 28      | 2017-2018          |
| Diciassettesima stagione   | 26      | 2018               |
| Diciottesima stagione      | 26      | 2018               |
| Diciannovesima stagione    | 26      | 2018-2019          |
| Ventesima stagione         | 26      | 2019               |
| Ventunesima stagione       | 26      | 2019               |
| Ventiduesima stagione      | 26      | 2019-2020          |
| Ventitreesima stagione     | 26      | 2020               |
| Ventiquattresima stagione  | 26      | 2020-2021          |
| Venticinquesima stagione   | 26      | 2021               |
| Ventiseiesima stagione     | 26      | 2021               |
| Ventisettesima stagione    | 26      | 2021-2022          |
| Ventottesima stagione      | 26      | 2022               |
| Ventinovesima stagione     | 26      | 2022               |
| Trentesima stagione        | 26      | 2022-2023          |
| Trentunesima stagione      | 26      | 2023               |
| Trentaduesima stagione     | 26      | 2023               |
| Trentatreesima stagione    | 26      | 2023-2024          |
| Trentaquattresima stagione | 26      | 2024               |
| Trentacinquesima stagione  | 26      | 2024-2025          |
| Trentaseiesima stagione    | 26      | 2025               |
| Trentasettesima stagione   | 26      | 2025-2026          |

## Edizione DVD
I cofanetti DVD delle varie stagioni sono stati pubblicati in Francia nelle seguenti date:
- Stagione 01: 1º febbraio 2012
- Stagione 02: 9 maggio 2012
- Stagioni 01+02: 3 ottobre 2012
- Stagione 03: 24 aprile 2013
- Stagioni 01+02+03: 2 ottobre 2013
- Stagione 04: 4 dicembre 2013
- Stagione 05: 21 maggio 2014
- Stagione 06: 5 novembre 2014
- Stagione 07: 4 febbraio 2015
- Stagione 08: 6 maggio 2015
- Stagione 09: 19 agosto 2015
- Stagione 10: 27 gennaio 2016
- Stagione 11: 21 giugno 2016
- Stagione 12: 04 ottobre 2016
- Stagione 13: 17 gennaio 2017
- Stagione 14: 18 luglio 2017
- Stagioni 01-08: 3 ottobre 2017
- Stagioni 09-14: 3 ottobre 2017